# Mirchel
Mirchel is een gemeente en plaats in het Zwitserse kanton Bern, en maakt deel uit van het district Bern-Mittelland.
Mirchel telt 601 inwoners.